# 志和堀村
志和堀村（しわほりむら）は、広島県賀茂郡にあった村。現在の東広島市志和町志和堀にあたる。

## 地理
志和盆地の北端に位置していた。

## 歴史
- 1889年（明治22年）4月1日、町村制の施行により、賀茂郡志和堀村が単独で村制施行し、志和堀村が発足[1][2]。
- 1955年（昭和30年）8月1日、賀茂郡東志和村、西志和村と合併し、町制施行し志和町を新設して廃止された[1][2]。

### 地名の由来
次の諸説あり。
1. 祝師（ほりし）がいたことによる。
2. 厳島神巡行の際に藁4把を捧げたことによる。
3. 財崎城の周りに濠があったことによる。

## 産業
- 農業、酒造業[1]

## 交通

### 県道
- 1891年（明治24年）久芳船越線（現瀬野川福富本郷線）開通[1]
- 1909年（明治42年）八本松白木線（現東広島白木線）開通[1]

## 教育
- 1887年（明治20年）志和堀尋常小学校を開校[1]。1913年（大正2年）志和堀尋常高等小学校（現東広島市立志和堀小学校）となる[1]。同年、補修学校を併置し、1926年（大正15年）青年訓練所を併置[1]。